# Tovarníky
Tovarníky és un poble i municipi d'Eslovàquia que es troba a la regió de Nitra, al sud-oest del país. La primera menció escrita de la vila es remunta al 1172.

## Demografia
| Godina             | 1994 | 2004   | 2014   | 2024   |
| ------------------ | ---- | ------ | ------ | ------ |
| Nombre de persones | 1239 | 1315   | 1431   | 1540   |
| Diferència         |      | +6,13% | +8,82% | +7,61% |

| Godina             | 2023 | 2024   |
| ------------------ | ---- | ------ |
| Nombre de persones | 1531 | 1540   |
| Diferència         |      | +0,58% |